# 日本植物園協会
公益社団法人日本植物園協会（にほんしょくぶつえんきょうかい、JAPAN Association of Botanical Gardens）は、植物園並びに相当施設に関して会員の調査研究発表、文献収集、知識交換及び会員相互間の親睦、関連団体との連絡提携の緊密化、植物園事業の普及発展に寄与する事を目的としている公益法人。元文部科学省所管。
1947年、日本植物園協会（任意団体）が創立。これを元に1966年、社団法人日本植物園協会が設立。2013年4月1日をもって公益社団法人に移行している。

## 事業
1. 植物園並びに相当施設に関する調査研究及び文献の収集
2. 研究会、講習会、採集会及び展示会の開催
3. 機関紙「会報」及び「年鑑」、その他出版物の刊行
4. 植物の収集及び外国の植物園との種苗の交換
5. 植物園事業に功労のあった者の表彰
6. 博物館関係団体との協力
7. その他目的を達成するために必要な事業

## 概要
- 所在：東京都北区田端1-15-11　ティーハイムアサカ201
- 会長：岩科司
- 総裁：秋篠宮文仁親王（2016年（平成28年）4月1日 - [2]）